# Séisme de 1694 de l'Irpinia et Basilicate
Le séisme de l'Irpinia et Basilicate de 1694 est survenu le 8 septembre 1694. Il a causé d'importants dégâts et plus de 6 000 victimes dans la Basilicate et les  Pouilles régions du royaume de Naples. 

## Causes

L'Italie entre la plaque tectonique africaine et l’européenne.

Le séisme a été provoqué par « l'étirement » de la chaîne de montagnes des Apennins. Les Apennins se fracturent sur de grandes failles qui permettent cet étalement. Cela est dû à un système de failles normales d'extension.
Cette extension de la croûte terrestre et de la lithosphère a débuté au Pliocène entre le bloc Corse-Sardaigne et l'Italie et contribue à l'« ouverture » de la mer Tyrrhénienne.

## Déroulement et caractéristiques
Le séisme s'est produit à 11:40 UTC et a duré entre 30 et 60 secondes,.
Le tremblement de terre a été précédé dans la soirée du 7 septembre par une secousse préliminaire. La secousse principale de magnitude 6,9 a été immédiatement suivie d'une réplique, la première d'une longue série qui a duré jusqu'au mois de juin de l'année suivante.
Le séisme s'est produit sur un axe NE-SE suivant la faille normale. La zone concernée par le séisme de 1694 est similaire à celle du séisme du 23 novembre 1980 en Irpinia.

## Dommages
Plus de trente communes de la zone entre la Campanie et la Basilicate ont pratiquement été détruites dont Bisaccia, Sant'Angelo dei Lombardi, Bella et Muro Lucano. À Melfi, cinquante bâtiments se sont effondrés et le château, la cathédrale, cinq monastères et des églises ont été gravement endommagés À Potenza, plusieurs bâtiments, l'église et  la tour Trinità  se sont effondrés.
Le nombre de victimes est de 700 à Calitri, 700 à Sant'Angelo dei Lombardi, 600 à Muro Lucano, 400 à Ruvo del Monte, 300 à Teora, 280 à Guardia Lombardi, 250 à Bella, 230 à Pescopagano, 190 à Cairano, 160 à Atella, 120 à Sant'Andrea di Conza et 100 à Tito.